# 经营者集中
经营者集中是市场经济的常见现象，也是反垄断法的规制对象之一，主要包括三种情形：经营者合并；经营者通过取得股权或者资产的方式取得对其他经营者的控制权；经营者通过合同等方式取得对其他经营者的控制权或者能够对其他经营者施加决定性影响。
经营者适度地集中，有利于发挥规模经济的作用，优化企业组织结构和产业结构，提高企业的竞争力。反垄断法所要规制的是过度的集中，因为过度集中会消除企业之间的竞争，使具有市场支配地位的企业能够更轻易地操纵市场，同时过度集中往往会导致其他垄断行为的出现。国家一般会通过反垄断法的强制的事先申报制度对较大规模的经营者集中进行控制，未经国家审查通过的不得实施集中。